# David Cohen (diplomático)
David Cohen es un diplomático israelí. Asumió en la Embajada de Israel en Chile en 2005.

## Biografía

### Educación
Nacido en Bulgaria, realizó su aliyá en 1949. Entre los años 1970 a 1974 estudió en la Facultad de Ciencias Políticas y Estudios Españoles y Latinoamericanos de la Universidad Hebrea de Jerusalén recibiendo su Título de grado en Ciencias Políticas.
Además del hebreo, domina el inglés, búlgaro y español.

### Trayectoria en el Ministerio de Relaciones Exteriores
David Cohen tiene una vasta trayectoria diplomática que comenzó en el año 1972 cuando se integró en el servicio diplomático del Ministerio de Relaciones Exteriores de Israel. 
Entre los años 1975 - 1980 fue nombrado Segundo Secretario en la Embajada de Israel en Quito, Ecuador
Posteriormente entre los años 1980 - 1983 asumió como Primer Secretario del Departamento de América Central y el Caribe.
Entre los años 1983 - 1985 fue nombrado representante adjunto de Israel ante la Organización Mundial de Turismo, en Madrid. Entre los años 1985 - 1988 fue nombrado Cónsul de Israel en Miami, Florida, Estados Unidos. 
Entre los años 1988 - 1990 fue nombrado Jefe Adjunto de Protocolo en el Ministerio de Relaciones Exteriores de Israel.
Entre los años 1990 - 1993 fue nominado Embajador de Israel en El Salvador y Belice.
Entre los años 1993 - 1996 asumió como Director de la División América Latina en el Ministerio de Relaciones Exteriores de Israel. Entre los años 1993 - 2000 asumió como Embajador de Israel en Bulgaria.
Entre los años 2000 - 2005 fue director Adjunto y Director de Capacitación del Centro de Cooperación Internacional (Mashav).
En el año 2005 fue designado Embajador de Israel en Chile.

## Embajadores de Israel en Chile
David Cohen agosto de 2005 - en funciones